# Salvia glabrescens
Salvia glabrescens là một loài thực vật có hoa trong họ Hoa môi. Loài này được Makino miêu tả khoa học đầu tiên năm 1907.

## Hình ảnh

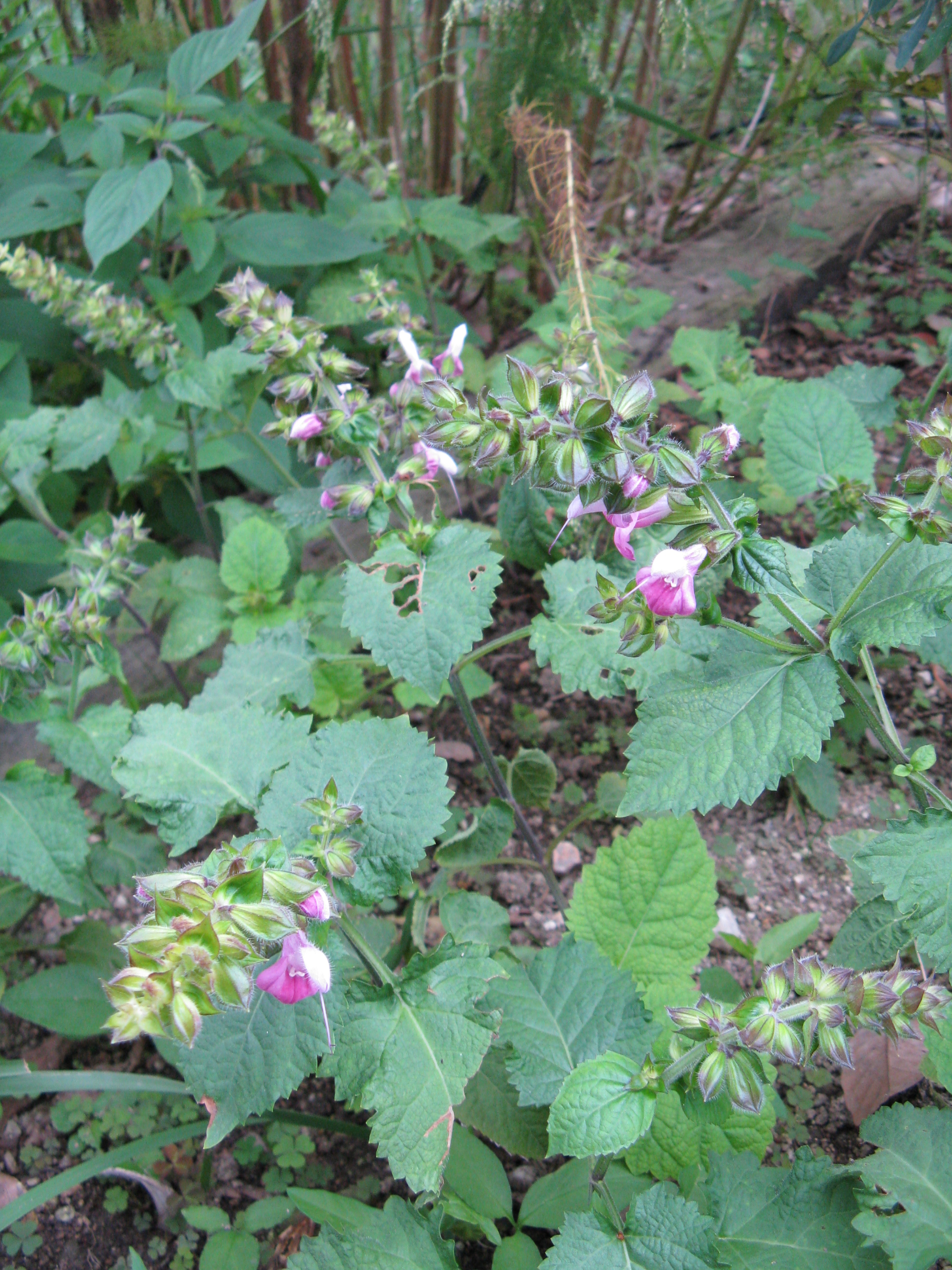
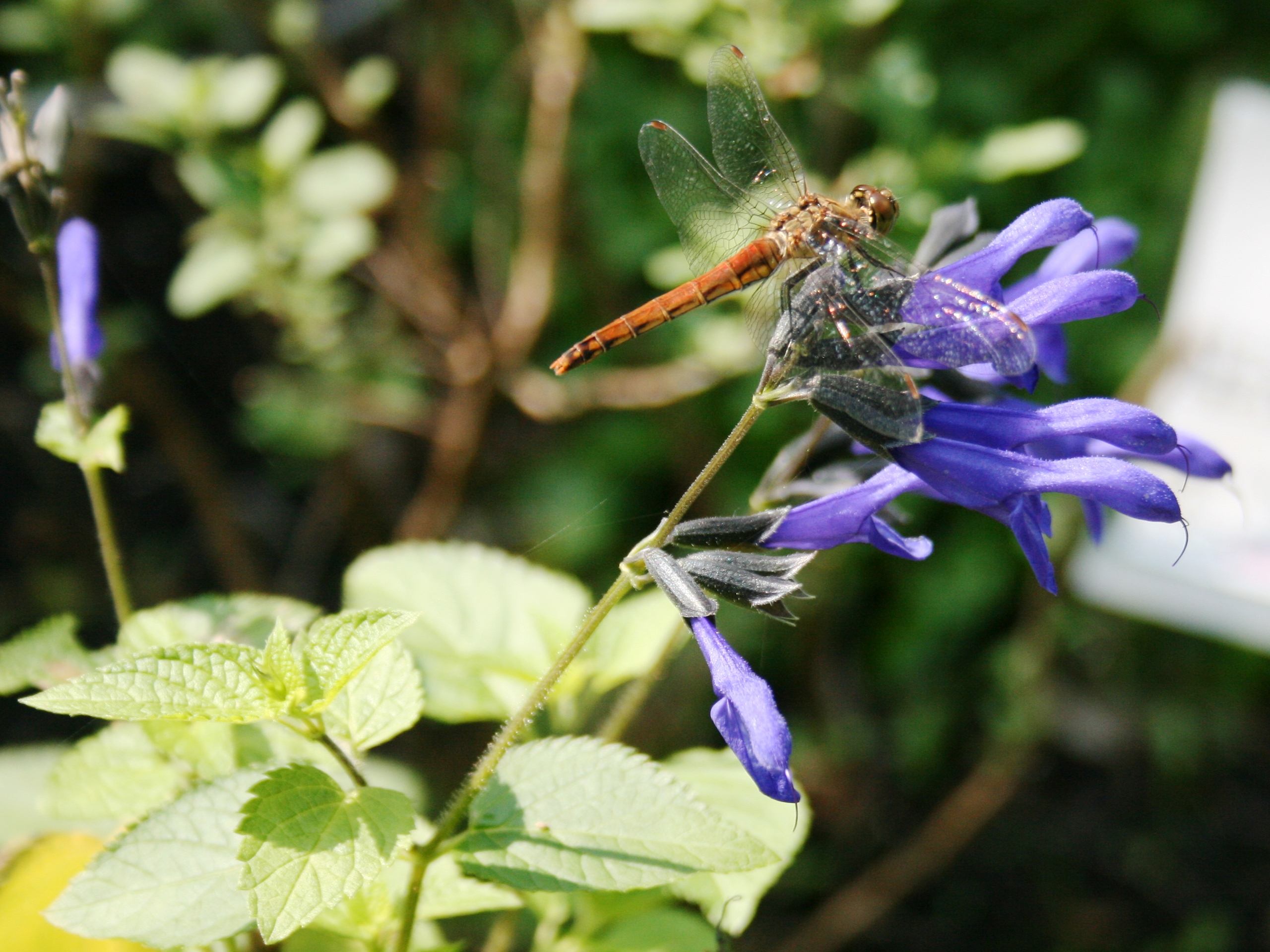